# 諾卡斯特鎮區 (伊利諾伊州克里斯蒂安縣)
洛卡斯特鎮區（英語：Locust Township）是位於美國伊利諾伊州克里斯蒂安縣的一個行政鎮區。

## 地方資料
根據2010年美國人口普查的數據，洛卡斯特鎮區的面積為93.50平方千米，當中陸地面積為92.80平方千米，而水域面積為0.70平方千米。當地共有人口1797人，而人口密度為每平方千米19.22人。